# كمان (كليبر)
كمان هي قرية في مقاطعة كليبر، إيران. عدد سكان هذه القرية هو 136 في سنة 2006.